# Felbertauernpas
De Felbertauernpas is een 2481 meter hoge bergpas in de Hohe Tauern op de grens tussen de Oostenrijkse deelstaten Salzburg in het noorden en Tirol in het zuiden. Daarbij verbindt het het Felbertal in Salzburg met het Tauerntal in Oost-Tirol. De pas, gelegen tussen de Venediger- en de Granatspitzegroep van de Hohe Tauern, is niet berijdbaar, maar was ten tijde van de Romeinen de meest gebruikte pasovergang van de Hohe Tauern. In de jaren 60 werden het Felbertal en Tauerntal met elkaar verbonden door middel van de Felbertauerntunnel op 1632 meter hoogte, waardoor Oost-Tirol vanuit Salzburg sneller toegankelijk werd.
De Felbertauern vormt eveneens de scheiding tussen de Westelijke Hohe Tauern (Venedigergroep) in het westen en de Centrale Hohe Tauern in het oosten.
Arlberg · Bielerhöhe · Brenner · Fern · Flexen · Gerlos · Großglockner · Hahntennjoch · Katschberg · Kühtai · Pfitscherjoch · Plöcken · Radstädter Tauern · Reschen · Seefeld · Sölk · Staller Sattel · Timmelsjoch · Triebener Tauern · Turracherhöhe · Zeinis